# Neil McMicking
Neil McMicking, britanski general, * 1894, † 1953.